# سیبروک فارمز (نیوجرسی)
سیبروک فارمز (به انگلیسی: Seabrook Farms) یک منطقهٔ مسکونی در ایالات متحده آمریکا است که در شهرستان کامبرلند، نیوجرسی واقع شده‌است. سیبروک فارمز ۵٫۶۴۰ کیلومتر مربع مساحت و ۱٬۴۸۴ نفر جمعیت دارد و ۳۳ متر بالاتر از سطح دریا واقع شده‌است.